# Lughaya
Lughaya (Lughaye ou Luqaya) é uma cidade costeira quente e seca do Golfo de Aden, está localizada na  região de Awdal, Somalilândia, uma república auto-proclamada independente que surgiu no norte da Somália em 1991. 
Lughaya está situada a cerca de 200 km do porto de Berbera e possui população aproximada de 20.000 habitantes (2006). Lughaya é a capital e maior cidade do distrito de Lughaya, que possui cerca de 75.000 habitantes (2006).
- Latitude: 10° 41' 16" Norte
- Longitude: 43° 56' 11" Leste
- Altitude: 3 metros